# سيزار فارغاس
سيزار فارغاس (بالإسبانية: César Vargas)‏ هو لاعب كرة قاعدة مكسيكي، ولد في 30 ديسمبر 1991 في مدينة بويبلا في المكسيك.

## وصلات خارجية
- سيزار فارغاس على موقع دوري كرة القاعدة الرئيسي (الإنجليزية)
- سيزار فارغاس على موقع الدوري الياباني لكرة القاعدة (الإنجليزية)
- سيزار فارغاس على موقعبيزبول رفرنس.كوم (الدوري الرئيسي) (الإنجليزية)
- سيزار فارغاس على موقعبيزبول رفرنس.كوم (الدوري الثانوي) (الإنجليزية)
- سيزار فارغاس على موقع إي إس بي إن.كوم (أم.أل.بي) (الإنجليزية)
- سيزار فارغاس على موقع أوليمبيديا (الإنجليزية)